# Steve Moore
Pour les articles homonymes, voir Steve Moore (homonymie) et Moore.
Steve Moore (né le 22 septembre 1978 à Thornhill, Ontario au Canada) est un joueur canadien de hockey sur glace.

## Biographie
Steve Moore est le cadet d'une famille de trois garçons : Mark, né en 1977, et Dominic né en 1980. Diplômé de la prestigieuse université Harvard, il décide d'intégrer l'organisation de l'Avalanche du Colorado. Cette équipe l'avait sélectionné lors du Repêchage d'entrée de la LNH de 1998. Durant toutes ses saisons au niveau professionnel, il ne réussit pas avoir un poste permanent avec l'Avalanche, jouant toutes les saisons en partie avec le club-école.
Sa carrière prend fin le 8 mars 2004. Il est victime d'un coup de poing par derrière de Todd Bertuzzi lors d'une partie contre les Canucks de Vancouver. Moore subit alors une blessure au cou qui l'empêche de rejouer. Bertuzzi est ensuite suspendu le reste de la saison pour son geste et doit payer une amende.

## Statistiques
| Saison     | Équipe                          | Ligue      |    | Saison régulière | Saison régulière | Saison régulière | Saison régulière | Saison régulière |    | Séries éliminatoires | Séries éliminatoires | Séries éliminatoires | Séries éliminatoires | Séries éliminatoires |
| Saison     | Équipe                          | Ligue      | PJ | B                | A                | Pts              | Pun              | PJ               | B  | A                    | Pts                  | Pun                  |                      |                      |
| 1995-1996  | Islanders de Thornhill          | MTJHL      | 50 | 25               | 27               | 52               | 57               | 18               | 4  | 5                    | 9                    |                      |                      |                      |
| 1996-1997  | Islanders de Thornhill          | MTJHL      | 50 | 34               | 52               | 86               | 52               | 13               | 10 | 11                   | 21                   | 2                    |                      |                      |
| 1997-1998  | Crimson de l'Université Harvard | NCAA       | 33 | 10               | 23               | 33               | 46               | -                | -  | -                    | -                    | -                    |                      |                      |
| 1998-1999  | Crimson de l'Université Harvard | NCAA       | 30 | 18               | 13               | 31               | 34               | -                | -  | -                    | -                    | -                    |                      |                      |
| 1999-2000  | Crimson de l'Université Harvard | NCAA       | 27 | 10               | 16               | 26               | 53               | -                | -  | -                    | -                    | -                    |                      |                      |
| 2000-2001  | Crimson de l'Université Harvard | NCAA       | 32 | 7                | 26               | 33               | 43               | -                | -  | -                    | -                    | -                    |                      |                      |
| 2001-2002  | Bears de Hershey                | LAH        | 68 | 10               | 17               | 27               | 31               | 8                | 0  | 1                    | 1                    | 6                    |                      |                      |
| 2001-2002  | Avalanche du Colorado           | LNH        | 8  | 0                | 0                | 0                | 4                | -                | -  | -                    | -                    | -                    |                      |                      |
| 2002-2003  | Bears de Hershey                | LAH        | 58 | 10               | 13               | 23               | 41               | 5                | 0  | 1                    | 1                    | 4                    |                      |                      |
| 2002-2003  | Avalanche du Colorado           | LNH        | 4  | 0                | 0                | 0                | 0                | -                | -  | -                    | -                    | -                    |                      |                      |
| 2003-2004  | Bears de Hershey                | LAH        | 13 | 4                | 4                | 8                | 6                | -                | -  | -                    | -                    | -                    |                      |                      |
| 2003-2004  | Avalanche du Colorado           | LNH        | 57 | 5                | 7                | 12               | 37               | -                | -  | -                    | -                    | -                    |                      |                      |
| Totaux LNH | Totaux LNH                      | Totaux LNH | 69 | 5                | 7                | 12               | 41               | -                | -  | -                    | -                    | -                    |                      |                      |